# Comuna de Kamień Krajeński
Kamień Krajeński (polaco: Gmina Kamień Krajeński) é uma gminy (comuna) na Polónia, na voivodia de Cujávia-Pomerânia e no condado de Sępoleński. A sede do condado é a cidade de Kamień Krajeński.
De acordo com os censos de 2004, a comuna tem 6904 habitantes, com uma densidade 42,3 hab/km².

## Área
Estende-se por uma área de 163,21 km², incluindo:
- área agricola: 69%
- área florestal: 21%

## Demografia
Dados de 30 de Junho 2004:
|                      | Total   | Total | Mulheres | Mulheres | Homens  | Homens |
| -------------------- | ------- | ----- | -------- | -------- | ------- | ------ |
|                      | pessoas | %     | pessoas  | %        | pessoas | %      |
| População            | 6904    | 100   | 3466     | 50,2     | 3438    | 49,8   |
| Densidade (pop./km²) | 42,3    | 100   | 21,2     | 21,2     | 21,1    | 21,1   |

De acordo com dados de 2002, o rendimento médio per capita ascendia a 1362,12 zł.

## Comunas vizinhas
- Chojnice, Człuchów, Debrzno, Kęsowo, Sępólno Krajeńskie